# Escadron de chasse 4/33 Vexin
L'escadron de chasse 4/33 Vexin est une ancienne unité de combat de l'armée de l'air française, mise en sommeil le 3 novembre 2008. Équipée de Mirage 2000C et 2000D, elle était déployée sur la base aérienne 188 Djibouti de Djibouti. Ses avions portaient un code entre 33-LA et 33-LZ.

## Historique

### 3/10 Vexin

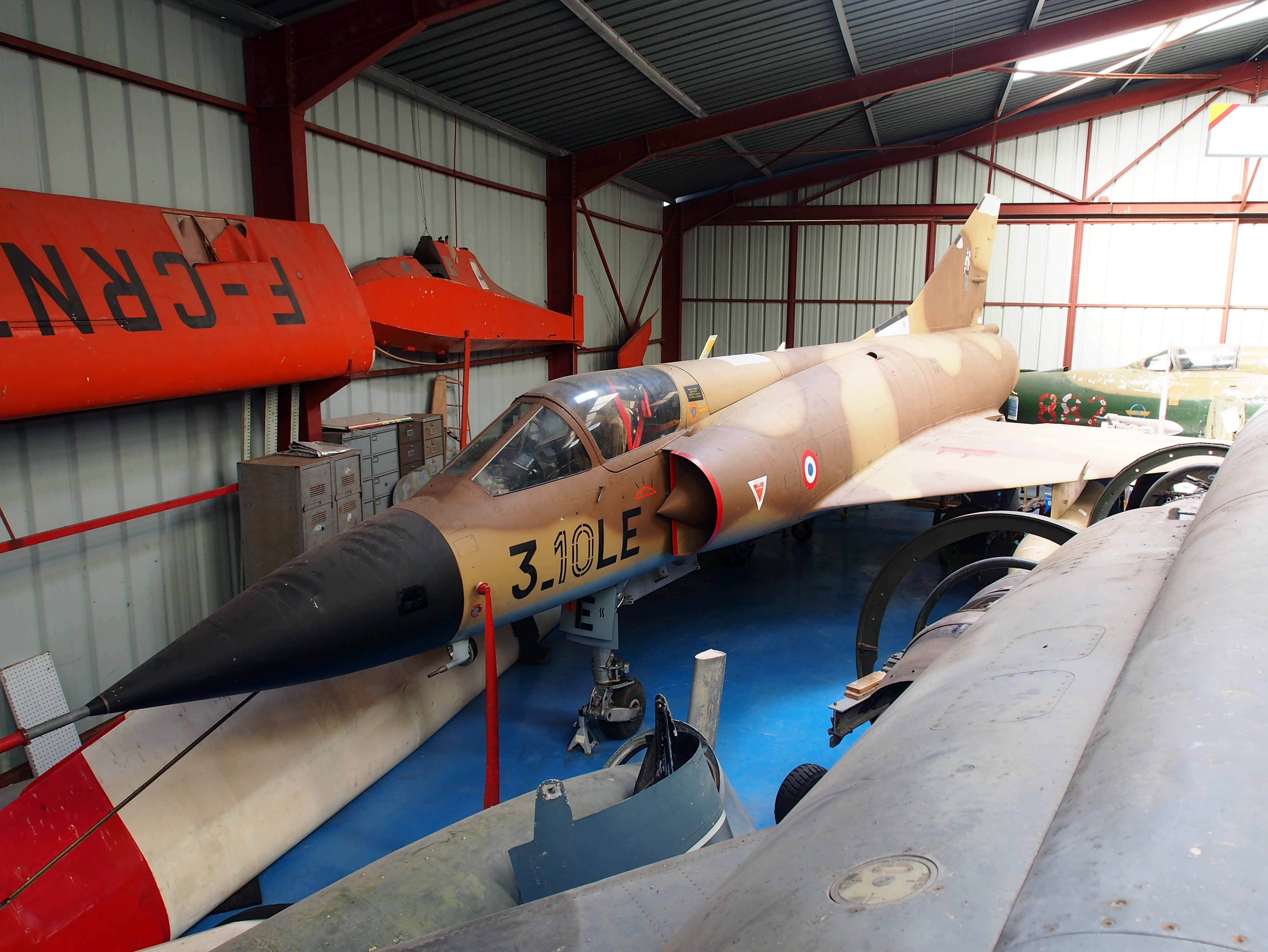
Mirage IIIC aux couleurs du 3/10 conservé au Musée de l’Épopée de l'Industrie et de l'Aéronautique à Albert (Somme).

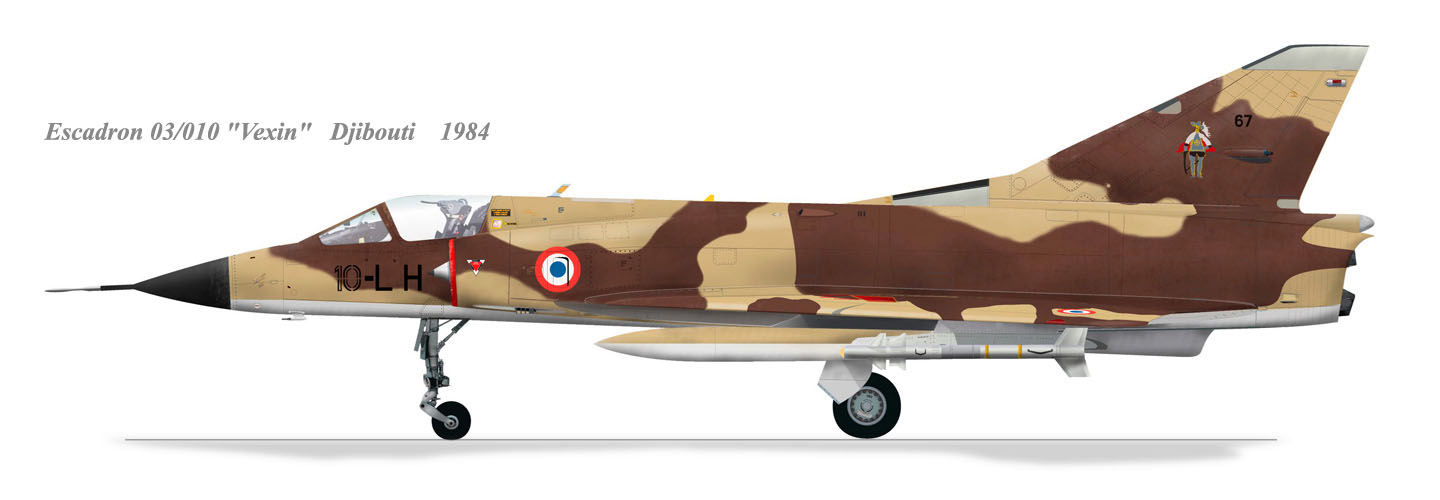
Mirage IIIC du 3/10 Vexin

L'EC 3/10 Vexin a été créé le 1er septembre 1978, en reprenant des traditions portées successivement par le groupe de chasse des Mousquetaires (qui avait combattu au début de la Seconde Guerre mondiale avant d'être dissous en juillet 1940), l'EC 3/10 Valois (1951-1954 sur P-47 Thunderbolt) puis l'EC 2/20 Ouarsenis (1956-1963, sur P-47 Thunderbolt puis AD-4N Skyraider).
Équipé de Mirage IIIC, l'escadron est déployé sur la base aérienne 188 Djibouti dans le cadre d'un accord de défense entre la France et la république de Djibouti. Alors que la 10e escadre de chasse est dissoute en mai 1985, l'EC 3/10 Vexin reste malgré tout actif jusqu'en juin 1988. C'est alors la dernière unité de l'Armée de l'Air à voler sur Mirage IIIC, avant sa transformation sur Mirage F1 et son transfert dans la 30e Escadre de Chasse où il devient l'Escadron de Chasse 4/30 Vexin.

### 4/30 Vexin
L'EC 4/30 Vexin a été créé en juillet 1988, en reprenant les traditions et les missions de l'escadron de chasse 3/10 Vexin. Équipé de chasseurs Mirage F1, il était déployé sur la base aérienne 188 Djibouti dans le cadre d'un accord de défense entre la France et la république de Djibouti. En juin 1994, l'escadron devient l'Escadron de chasse 4/33 Vexin.

### 4/33 Vexin
L'EC 4/33 Vexin a été créé mi-1994 en reprenant les traditions et les missions de l'Escadron de Chasse 4/30 Vexin. Il est initialement équipé de Mirage F1C, déployés sur la base aérienne 188 Djibouti dans le cadre d'un accord de défense entre la France et la république de Djibouti. 
L'escadron commence à recevoir ses premiers Mirage 2000C en septembre 2001, suivis mi-juillet 2002 par des Mirage 2000D qui permettent le retrait définitif des Mirage F1. Depuis cette date, l'EC 4/33 Vexin était non seulement la seule unité de chasse de l'Armée de l'air stationnée en permanence outre-mer, mais aussi la seule équipée à la fois de Mirage 2000C (monoplaces de chasse) et de Mirage 2000D (biplaces d'attaque/bombardement). 
L'EC 4/33 est remplacé depuis le 3 novembre 2008 par l'escadron de chasse 3/11 Corse.

## Appellations successives
- Escadron de chasse 3/10 Vexin : du 1er septembre 1978 au 1er août 1988
- Escadron de chasse 4/30 Vexin : du 1er août 1988 au 27 juin 1994
- Escadron de chasse 4/33 Vexin : du 27 juin 1994 au 3 novembre 2008

## Affectation successives
- 10e escadre de chasse (1er septembre 1978 au 1er août 1988)
- 30e escadre de chasse (1er août 1988 au 27 juin 1994)

## Escadrilles
- ERC III/561 Mousquetaire gris
- ERC IV/561 Mousquetaire noir

## Bases
- Base aérienne 188 Djibouti

## Appareils
- Dassault Mirage IIIC : du 1er septembre 1978 au 1er août 1988
- Mirage F1C (1988-2002)
- Mirage 2000C (2001-2008)
- Mirage 2000D (2002-2008)